# Izumi-Sano
Izumisano (泉佐野市, Izumisano-shi) és una ciutat i municipi de la prefectura d'Osaka, a la regió de Kansai, Japó. Izumisano és un dels tres municipis on es troba l'Aeroport Internacional de Kansai. El Rinku Gate Tower Building, el tercer edifici més alt del Japó es troba a Izumisano.

## Geografia
La ciutat d'Izumisano es troba al sud-oest de la prefectura d'Osaka i està adscrita pel govern prefectural a la regió de Sennan o Izumi sud, en record de l'antiga província. El terme municipal es divideix entre la part en terra ferma i l'illa artificial on es troba l'Aeroport Internacional de Kansai i que és compartida amb els municipis de Tajiri i Sennan. El terme municipal d'Izumisano limita amb els de Kumatori i Kaizuka al nord i amb Tajiri i Sennan al sud. A l'oest fa costa amb la badia d'Osaka, a la mar de Seto.

## Història
Fins a l'era Meiji, l'àrea on actualment es troba Izumisano va pertànyer a l'antiga i ja desapareguda província d'Izumi. Durant el període Heian la zona va ser un important centre de transports i comunicacions. L'1 d'abril de 1948 es va fundar l'actual ciutat d'Izumisano.

## Transport

### Ferrocarril
- Companyia de Ferrocarrils del Japó Occidental (JR West)
  - Estació de Higashi-Sano
  - Estació de Hineno
  - Estació de Nagataki
  - Estació de Rinkū Town
- Ferrocarril Elèctric Nankai
  - Estació de Tsuruhara
  - Estació d'Iharanosato
  - Estació d'Izumisano
  - Estació de Hagurazaki
  - Estació de Rinkū Town

### Carretera
- Autopista Hanshin
- Autopista Hanwa
- Autopista Kansai-Kūkō (Autopista de l'aeroport de Kansai)
- Nacional 26
- Nacional 170
- Nacional 481

## Agermanaments
- Districte de Xuhui, Shanghai, RPX.
- Districte de Baoshan, Shanghai, RPX.
- Districte de Xindu, Chengdu, RPX.
- Província de Töv, Mongòlia.
- Gulu, regió Nord, Uganda.
- Marília, estat de São Paulo, Brasil.

## Ciutadans il·lustres
- Takumi Minamino, futbolista.